# Rhododendron edanoi
Rhododendron edanoi är en ljungväxtart. Rhododendron edanoi ingår i släktet rododendron, och familjen ljungväxter.

## Underarter
Arten delas in i följande underarter:
- R. e. edanoi
- R. e. pneumonanthum